# Leandra lasiopetala
Leandra lasiopetala är en tvåhjärtbladig växtart som beskrevs av Célestin Alfred Cogniaux. Leandra lasiopetala ingår i släktet Leandra och familjen Melastomataceae.
Artens utbredningsområde är Costa Rica. Inga underarter finns listade i Catalogue of Life.